# Liste von Vornamen/V
Diese Unterseite der Liste von Vornamen enthält Vornamen, die mit dem Buchstaben V beginnen.
Männliche Vornamen sind mit dem Symbol ♂ und weibliche Vornamen mit dem Symbol ♀ markiert.

## Va
Vaclovas ♂, 
Vahap ♂, 
Vahit ♂,
Vahur ♂,
Vaida ♀, 
Vaidas ♂, 
Vaidevutė ♀, 
Vaidotas ♂, 
Vaidutis ♂, 
Vainius ♂, 
Vaino ♂, 
Väinö ♂,
Valbona ♀, 
Valda ♀,
Valdas ♂, 
Valdemar ♂,
Valdemaras ♂, 
Valdet ♂, 
Valdete ♀, 
Valdis ♂,
Valdís ♀,
Valdrin ♂, 
Valdrina ♀, 
Valentas ♂, 
Valentė ♀, 
Valentin ♂, 
Valentina ♀, 
Valentinas ♂, 
Valentino ♂,
Valerie ♀,
Valerijonas ♂, 
Valerijus ♂, 
Valerio ♂,
Valério ♂,
Valeriu ♂,
Valerius ♂,
Valeska ♀,
Valierius ♂, 
Valmir ♂, 
Valmira ♀, 
Valmire ♀, 
Valon ♂, 
Valter ♂,
Valtteri ♂,
Van ♂, 
Vanessa ♀,

Vanja ♀,
Vann ♂, 
Vanna ♀, 
Vappu ♀,
Vardar ♂,
Varol ♂,
Vartan ♂,
Vasant ♂,
Vasco ♂,
Vasile ♂,
Vasilije ♂,
Vasilijus ♂, 
Vatroslav ♂,

## Ve
Vecihi ♂, 
Vedat ♂,
Vedran ♂,
Vedric ♀♂, 
Vedro ♀♂, 
Vee ♀♂, 
Veean ♂, 
Veeman ♂, 
Veer ♂, 
Veerle ♀,
Veeti ♂, 
Veetrikki ♂, 
Vegard ♂,
Vehbi ♂,
Veikko ♂,
Veit ♂,
Veli ♂,
Velibor ♂,
Velma ♀,
Venera ♀, 
Vera ♀,
Vercinette ♀,
Vered ♀,
Verena ♀,
Vern ♂,
Vernon ♂, 
Verona ♀, 
Veronika ♀,
Véronique ♀,
Veselin ♂,
Vesna ♀,
Veton ♂, 
Veysel ♂,

## Vi
Vicenç ♂,
Vicente ♂,
Victor ♂,
Victoras ♂,
Victorino ♂,
Vida ♀, 
Vidas ♂, 
Vidimantas ♂,
Vidmantas ♂, 
Vidmantė ♀, 
Vigantas ♂, 
Vigdís ♀,
Vigilijus ♂, 
Vigimantas ♂, 
Vigindas ♂, 
Vigintas ♂, 
Vijay ♂,
Vikentije ♂,
Vikram ♂,
Viktoras ♂, 
Viktoria ♀,
Vildan ♂♀,
Vilém ♂,
Vilenas ♂, 
Vilgot ♂, 
Vilhelm ♂,
Vilhjálmur ♂,
Viliam ♂,
Vilija ♀, 
Vilis ♂,
Vilius ♂, 
Viljo ♂,
Ville ♂,
Vilmantas ♂, 
Vincas ♂, 
Vincė ♀, 
Vincent ♂,
Vincentas ♂, 
Vincentė ♀, 
Vincenzo ♂,
Vineta ♀, 
Vinod ♂,
Vinsas ♂, 
Vinzenz ♂,
Viola ♀,
Violet ♀,
Violeta ♀,
Violetta ♀,
Violette ♀,
Viorica ♀, 
Virgil ♂,
Virgilijus ♂, 
Virgilio ♂,
Virgílio ♂,
Virginia ♀,
Virginija ♀, 
Virginijus ♂, 
Virmantas ♂, 
Vis ♀, 
Vishwanath ♂,
Visvaldas ♂, 
Viswanathan ♂,
Vitale ♂,
Vitali ♂,
Vitalija ♀, 
Vitālijs ♂,
Vitalijus ♂, 
Vitas ♂, 
Vitia ♀,
Vitus ♂,
Viviana ♀,
Vivien ♂♀,
Vizgirdas ♂, 

## Vj
Vjenceslava ♀,

## Vl
Vlad ♂,
Vlada ♀,
Vladas ♂, 
Vladimir ♂,
Vladimiras ♂, 
Vladislovas ♂, 
Vlado ♂,
Vlasta ♂♀,
Vlastimil ♂,
Vlastimila ♀,
Vlora ♀, 

## Vo
Vojsava ♀, 
Voldemar ♂,
Voldemaras ♂, 
Voldemārs ♂,
Volkan ♂,
Volker ♂,
Volkert ♂,
Volkhard ♂,
Volkmar ♂,
Vollrath ♂,
Vorschila ♀,
Voršila ♀,

## Vu
Vuk ♂,
Vukan ♂,
Vukašin ♂,
Vural ♂,

## Vy
Vyda ♀,
Vydas ♂, 
Vygandas ♂, 
Vygantas ♂, 
Vygaudas ♂, 
Vytas ♂, 
Vytautas ♂, 
Vytautė ♀, 
Vytenis ♂, 